# Шлюха (фильм, 2004)
«Шлюха» (исп. Yo Puta) — кинофильм. Фильм снят по бестселлеру уругвайской писательницы Исабель Писано.

## Сюжет
Фильм снят в жанре псевдодокументального кино, и поэтому в нём присутствует несколько сюжетных линий, слабо связанных друг с другом.
Первая — это история двух молодых девушек, проживающих в соседних квартирах. Одна пишет диссертацию по антропологии, выбрав для исследования проституцию. Другая, начинающая актриса, пытается пробиться в кино, постоянно пробуясь на различных кастингах.
Однако при более близком знакомстве оказывается, 
что Ребекка, пишущая о проститутках и пытающаяся понять их психологию, в свои 24 года до сих пор девственница, 
а Адриана давно смирилась с тем, что ей не стать звездой, и подрабатывает, отдаваясь за деньги. 
Обстоятельства складываются так, что и Ребекке придётся оказаться в роли своих исследуемых.
Вторая: истории рассказанные в ходе интервью, проводимых Ребеккой, непосредственно самими проститутками, сутенёрами и создателями порнофильмов. В этой части нет никакой актёрской игры, интервью дают самые реальные проститутки, которые рассказывают без излишних эмоций о своей судьбе, причинах выбора профессии, её трудностях и радостях. Рассказы ведутся так же, как и о любой другой профессии, без желания вызвать сочувствие или отвращение.

## В ролях
| Актёр             | Роль               |
| ----------------- | ------------------ |
| Хоаким де Алмейда | Пьер               |
| Дэрил Ханна       | Адриана            |
| Дениз Ричардс     | Ребекка Смит       |
| Дора Вентер       | в роли самой себя  |
| Пьер Вудман       | в роли самого себя |

## Критика
И критики, и публика прохладно приняли фильм: на сайте Rotten Tomatoes он был оценен в 2,9/10 баллов, а рейтинг на IMDB составил 4,3/10.